# Evil Dead: Hail to the King
Evil Dead: Hail to the King è il secondo videogioco basato sulla serie di film La casa. È stato pubblicato nel 2000 per PlayStation, Sega Dreamcast e PC. Il titolo successivo, A Fistful of Boomstick, costituisce il suo sequel.

## Trama
Il gioco comincia otto anni dopo il ritorno di Ash al suo tempo alla fine del terzo film.
Dopo aver ripreso il suo lavoro al S-Mart e aver cominciato una relazione con la collega Jenny, Ash inizia a soffrire di incubi ricorrenti circa il Necronomicon e i Deadite, che li perseguitano da anni. Volendo aiutarlo, Jenny prende la decisione di portare Ash all'ormai noto chalet del professor Knowby per aiutarlo a fronteggiare i suoi demoni.
Tuttavia, poco dopo il suo arrivo, la mano mozzata di Ash appare e riproduce la vecchia registrazione di Knowby contenente la recitazione dei versi del Necronomicon, risvegliando il demone ancora una volta. L'entità sfonda una finestra e rapisce Jenny. Quando Ash va a prendere una scure sopra lo specchio, il suo doppio, "Bad Ash", esce dallo specchio e lo attacca, facendolo svenire. Al suo risveglio, Ash raggiunge il capanno degli attrezzi e ricompone la sua mano-motosega e si avventura nel bosco per salvare Jenny.
Dopo aver letto alcune delle note del professor Knowby, Ash viene a conoscenza di Padre Allard, un prete con cui Knowby stava lavorando per decifrare il Necronomicon e inviare il male da dove era venuto. Previa consultazione con Padre Allard nella sua chiesa, Ash parte per raccogliere le cinque pagine mancanti dal Necronomicon e la daga di Kandaria, che ottiene da una posseduta Annie Knowby nascosta nella cantina dello chalet. Poco dopo i due si imbattono in una Jenny posseduta. Padre Allard utilizza le pagine e il pugnale per creare un portale ed esorcizzare il demone dal corpo della ragazza. Tuttavia, il prete si rivela essere Bad Ash in incognito, che rapisce immediatamente Jenny e salta nel portale.
Ash salta nel portale e raggiunge Bad Ash, che intende lasciare che Jenny venga consumata dalle forze oscure di quel mondo, mentre Bad Ash ucciderà Ash e lo userà come 'biglietto da visità per entrare. I due lottano, con Bad Ash trasformato in un deadite simile ad uno scorpione gigante. Tuttavia, Ash lo sconfigge ancora e riesce a usare le pagine del Necronomicon per liberare Jenny e aprire un secondo portale che li rispedisce a casa, a Dearborn, Michigan.
Al loro arrivo, però, scoprono con orrore che sono finiti in una versione diversa della loro città. Vedendo diversi Necronomicon nella vetrina di una libreria, Ash grida di paura mentre il gioco finisce in una dissolvenza.

## Modalità di gioco
Il gioco è un'avventura dinamica in stile survival horror, simile a Resident Evil per via dell'uso degli sfondi preimpostati e le angolazioni della camera, limitate munizioni per le armi e benzina per la motosega. Altra somiglianza al titolo Capcom è costituita dalla rotazione del personaggio usando i controlli direzionali.

## Accoglienza
Le critiche sono state miste, ma generalmente negative. GameRankings e Metacritic hanno votato rispettivamente 51.31% e 51/100 la versione PlayStation,49% e 49/100 la versione Dreamcast, e 46.19% e 40/100 quella PC.